# Vallecalle
Vallecalle (en cors Vallecalle) és un municipi francès, situat a la regió de Còrsega, al departament d'Alta Còrsega. L'any 2007 tenia 109 habitants.

## Demografia
| 1962 | 1968 | 1975 | 1982 | 1990 | 1999 |
| ---- | ---- | ---- | ---- | ---- | ---- |
| 140  | 149  | 126  | 100  | 95   | 109  |

## Administració
| Període | Identitat       | Partit | Qualitat |  |
| ------- | --------------- | ------ | -------- |  |
| 2001-   | Charles Bellini | UMP    |          |  |